# Eleazaro di Simone
Eleazaro di Simone, o Eleazar ben Shimon (... – 70), è stato un condottiero ebreo antico zelota che si mise a capo dei ribelli ebrei durante la prima guerra giudaica (66-70).

## Biografia
Eleazaro apparteneva ad una nobile famiglia sacerdotale.
Partecipò come capo militare alla prima guerra giudaica, la rivolta degli Ebrei contro l'Impero romano scoppiata nel 66. In quell'anno Eleazaro ottenne un clamoroso successo quando i suoi uomini attirarono in una trappola e distrussero una intera legione romana, la Legio XII Fulminata comandata dal legatus di Siria Gaio Cestio Gallo, vicino a Bethoron.
Con una forza composta da Zeloti armati con l'equipaggiamento perso dai Romani e col sostegno del sacerdote Zaccaria, figlio di Amphikalles, Eleazaro rovesciò il capo della rivolta, l'alto sacerdote Anania, che aveva intenzione di trovare una conclusione diplomatica alla guerra e accettò l'aiuto degli Idumei (Edomiti), facendoli entrare a Gerusalemme.
Tra il 68 e il 70 gli Ebrei di Gerusalemme si divisero in fazioni, le quali diedero vita ad una guerra civile, sia prima che durante l'assedio di Gerusalemme da parte dei Romani guidati da Tito. Eleazaro comandava gli Zeloti, e il suo principale antagonista era Giovanni di Giscala, che era riuscito a fuggire nottetempo da Giscala assediata dai Romani e a riparare a Gerusalemme. Non riconoscendo l'autorità di Giovanni, Eleazaro decise di chiudersi nella corte del tempio di Gerusalemme assieme a Giuda ben Helika e a Simone ben Ezron. Durante la Pesach (la Pasqua ebraica), gli Zeloti aprirono le porte del cortile del tempio per permettere ai fedeli di entrare, ma i sostenitori di Giovanni si mischiarono alla folla di pellegrini ed entrarono, catturando gli uomini di Eleazaro e portandoli fuori.